# راي تايلور (موظف مدني)
راي تايلور (بالإنجليزية: Rae Taylor)‏ هو موظف مدني أسترالي، ولد في 1935.